# Dudás József
Dudás József (Marosvásárhely, 1912. szeptember 22. – Budapest, 1957. január 19.) szerelő lakatos, műszaki tanácsadó, kommunista, majd kisgazda politikus, az 1956-os forradalom és szabadságharc egyik önálló elképzelésekkel és politikai ambíciókkal fellépő, radikális politikai nézeteket képviselő felkelő-parancsnoka, az ún. Dudás-csoport vezetője. A forradalmat követő megtorlás első áldozatainak egyike.

## Életrajz

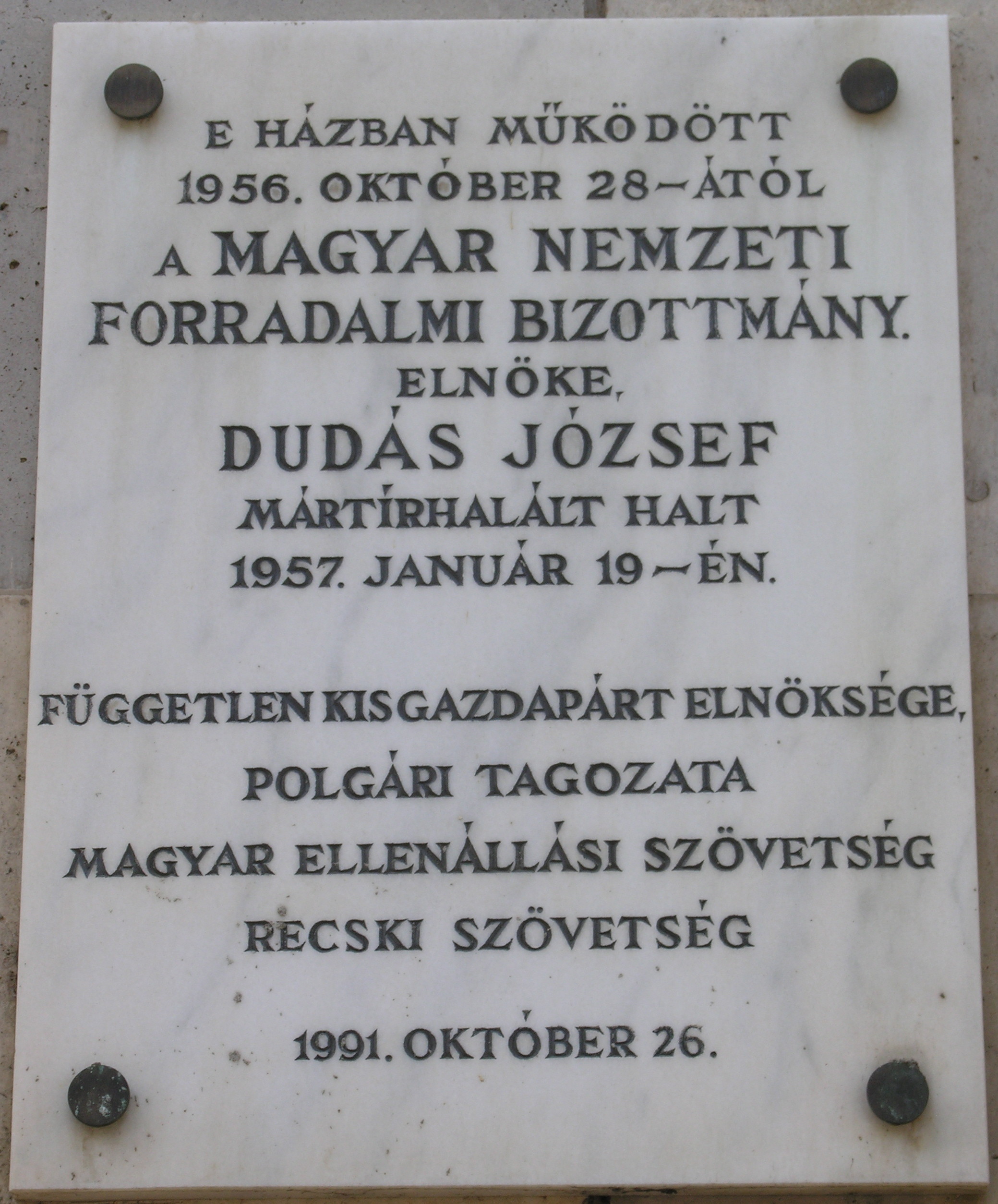
Dudás József emléktáblája
Budapest, II. kerület,
Frankel Leó út 38-40.

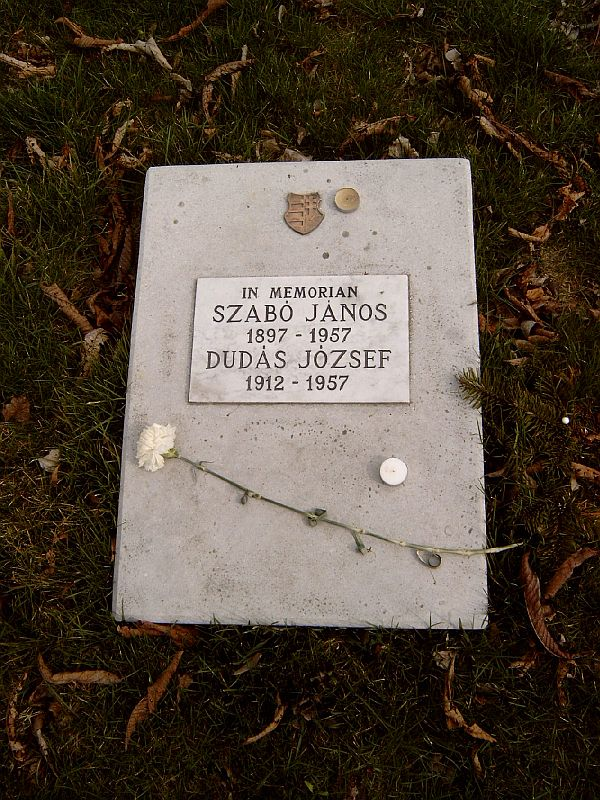
Dudás József és Szabó János sírja Budapesten. Új köztemető: 301.

### Ifjúkora Erdélyben
Erdélyben a két világháború között tagja volt a Román Kommunista Pártnak. 1933-ban Temesváron az ipari üzemek sztrájkjának egyik fő szervezője volt, ezért később kilenc év börtönre ítélték. 1939-ben szabadult. A második bécsi döntés után, ami Észak-Erdélyt Magyarországnak ítélte, Budapestre költözött.

### A világháború alatt
1944-ben a németellenes tömörülés egyik szervezője lett: munkahelyén szervezte hálózatba a baloldali elkötelezettségű személyeket. A Horthy Miklós kormányzónál a kiugrást sürgető Magyar Frontban ő képviselte a Magyar Hazafiak Szabadság Szövetségét. Tagja lett annak a küldöttségnek, amely Horthy Miklós megbízásából 1944 szeptemberében létrehozta az első összeköttetést Budapest és Moszkva között. Később részt vett a fegyveres ellenállásban.

### A háború után
A háború után nem vették fel a Magyar Kommunista Pártba, az utolsó elutasítást személyesen az addig barátjának tartott Rajk Lászlótól kapta, ami későbbi vallomása szerint jelentősen megrázta. A kommunista párttal elégedetlen baloldali munkások között kezdett szervezetet létrehozni: röplapokat gyártottak, amelyen 12 pontban tiltakoztak a párt tevékenysége ellen. Tildy Zoltán meghívására belépett a Kisgazda Pártba, és mandátumot szerzett a fővárosi törvényhatósági választásokon. Kovács Béla megbízásából pártiskolát, szemináriumot és szervezőgárdát kezdett szervezni kisgazda fiatalok bevonásával.
Azonban 1947-ben több különutas volt kommunistával együtt letartóztatták köztársaság-ellenes összeesküvés vádjával. A vád szerint a vádlottak a Magyar Testvéri Közösség szervezet keretei között a Horthy-rendszer visszaállításán dolgoztak. Mivel a vádlottak sok esetben a Horthy-rendszer üldözöttei voltak, a vád annyira képtelennek bizonyult, hogy a koncepciós per szervezői nem is vállalták annak nyilvános megtartását. Dudást ítélet nélkül internálták és tartották fogva a Buda-délre, a kistarcsai internálótáborban, majd a recski kényszermunkatáborban. 1951-ben a román hatóságok kikérték Magyarországtól azzal a váddal, hogy a '30-as években Romániában besúgó volt, de 1954-ben ejtették ellene a vádat, és visszaszállították Magyarországra. 1954 májusában szabadon engedték. Szabadulása után háttérbe húzódott, szerelőként dolgozott és megnősült. 1956 október elején az Igazságügyi minisztérium egy hivatalos értesítésben elismerte, hogy fogvatartása alaptalan volt.

### Szerepe az 1956-os forradalomban
1956. október 23-án felvonult az egyetemisták tüntetésén, de a következő napokat hűvösvölgyi házában töltötte. Első kimozdulásakor, október 27-én a Margit hídnál Veres Péter író-politikust, akit többen felelőssé tették a rákosista rendszer bűneiért, megvédte beszédében, aztán egy járműroncs tetejéről a forradalom céljairól, és a kormány leváltásának szükségéről szónokolt nagy tetszést aratva. Politikai ambícióit éreztetve a fegyveres felkelők közé nem állt be, de jelezte, számít a támogatásukra. Október 28-án a Széna téren óriási tömeg előtt újabb hatásos beszédet mondott.
Október 28-án a II. kerületi tanácsházán a 4-500 fő részvételével lezajlott az első, felkelésből kinövő, kormányellenes politikai és fegyveres csoportosulás tanácskozás Magyar Nemzeti Forradalmi Bizottmány néven, a gyűlésen Dudás lépett fel politikailag legfelkészültebben és beszélt legszuggesztívebben. Érzékeltette az országos tömegmozgalom erejét, hogy az események túlléptek a forradalom mellett kiállni tétovázó kormányon. Ahogy az utcai tömeget, most a jelenlevőket is maga mögé állította. 32 fős vezetőséget választottak, melynek elnöke Dudás lett.
1956. október 29-én este mintegy 50 fegyveresével a Szabad Nép Blaha Lujza téri székházához és nyomdához ment, hogy kinyomtattassa 25 pontos programját. Csoportjával itt átvette az irányítást, majd látva, hogy a lapszékház kedvező adottságokkal rendelkezik (a szerkesztőség mellett nyomda és nemzetközi telefonvonalak is voltak), úgy döntött, itt rendezik be forradalmi központjukat. Ebben az itt dolgozók egy része is támogatta őket. A kezdeti káosz után megszervezte és biztosította, hogy az épületben a kormányhoz hű lapokat továbbra is szerkesszék és kinyomtassák. 
Legfontosabb számára azonban saját programjának publikálása volt. Függetlenség (majd Magyar Függetlenség) címmel indított új napilapjában közzétette 25 pontos kiáltványát. A „Nem ismerjük el a jelenlegi kormányt” főcímmel megjelent első lapszám nagy visszhangot váltott ki, egyszeriben Nagy Imre és kormánya veszélyes kihívójaként tűnt fel. A kormány körüli politikai erők tartani kezdtek a Nagy Imre kormány megbukásától, a túlzott radikalizálódástól, a szélsőjobb előretörésétől és általában a helyzet destabilizálódásától. Programja a pillanatnyi helyzetben radikálisnak számított: koalíciós kormány, többpártrendszer, semlegesség. A hozzá csatlakozó, de tőle nem szorosan függő fegyvereseknek (kb. 400 fő), az ún. Dudás-csoportnak a forradalmi erők körében nem volt túl jó híre. Október 30-án a szovjet Különleges Hadtest megbízott törzsfőnökével, Malasenko ezredessel tárgyalva el akarta érni, hogy Nagy Imre helyett a szovjetek őt ismerjék el a legfőbb magyar politikai és katonai hatalom birtokosának.
1956. november 2-án Dudás és csoportja döntő presztízsveszteséget szenvedett el, amikor tudta nélkül a Széna térieket „a Külügyminisztériumban fészkelő, áruló ÁVH-sok és külügyesek” ellen irányították. A felkelők jelentős anyagi kárt okoztak az épületben, inzultálták a külügyi tisztviselőket. Mindezért Dudást okolták, Nagy Imre elrendelte Király Bélánál a letartóztatását. Király három teherautónyi nemzetőrrel körbevette az épületet, lecsendesítette az épületben lövöldöző szabadságharcosokat. Mint kiderült, azt mondták nekik, a Külügyminisztériumban áruló külügyesek vannak, és a szovjeteknek dolgoznak. Dudás József aláírásával mutattak is egy parancslevelet. Király elmagyarázta a szabadságharcosoknak, hogy nincs szó árulókról, a külügyesek éppen az ENSZ-szel táviratoznak a Nagy Imre-kormány képviseletében az ország semlegességéről. Király behívatta Dudást a Deák téri parancsnokságra, miután kiderítették, hogy nevét aláhamisították, Dudás szabadon távozott.
Az incidens végképp szétfoszlatta Dudás tekintélyét és jó hírnevét, a forradalmi karhatalmi bizottság ki akarta mozdítani vezetői helyzetéből, a főkapitánysági nemzetőrségi értekezleten Dudást támadták, a civil csoportok képviselői kiközösítették, majd heves vita után saját fegyveresei is leváltották helyettesére, Kovács Andrásra. Ez november 4-e táján történt, amikor a bevonuló szovjet tankok tűz alá vették a Dudás-csoport központját. Dudást és feleségét egy belövéstől kapott légnyomás miatt kórházba szállították, az ellenállást folytatók pedig a rosszul védhető, gyenge panelfalú, nagy ablakos Szabad Nép épületből egy helyi kisboltba szivárogtak át. 10 napot töltött a kórházban.
A forradalom leverése után Újpesten szervezte az ellenállást. 1957. januárban a szovjet titkosszolgálat közreműködésével tőrbe csalták, és letartóztatták. Kádár János mondta ekkor: azért fontos Dudás letartóztatása, mert bizonyítékokat kell tőle szerezni Nagy Imre ellen. Gyorsított büntetőeljárás után halálra ítélték és kivégezték Szabó Jánossal együtt.

## Emlékezete
- Alakja felbukkan Kondor Vilmos magyar író Budapest novemberben című bűnügyi regényében, a főhős épp akkor hagyja el az egykori Szabad Nép székházát, amikor Dudás egysége elfoglalja az épületet.